# انجمن بین‌المللی استقلال قضایی و صلح جهانی
انجمن بین‌المللی استقلال قضایی و صلح جهانی یک سازمان غیرانتفاعی است که باعث تقویت استقلال قضایی در سیستم‌های دادگاهی ملی در سراسر جهان می‌شود. استقلال قضایی اجازه می‌دهد تا سیستم دادگاه بدون دخالت مقامات سیاسی یا دولتی حاکمیت قانون را به اجرا درآورد.

## تاریخچه
این انجمن با اجرای پروژه‌های بین‌المللی و تصویب معیارهای بین‌المللی در مورد استقلال قضایی در دهه ۱۹۸۰ آغاز به کار کرد. این انجمن آیین‌نامه استقلال قضایی در دهلی نو را با همکاری کانون وکلای بین‌المللی در سال ۱۹۸۲ تصویب کرد. اعلامیه مونترال در مورد استقلال عدالت با همکاری انجمن جهانی عدالت در سال ۱۹۸۳ به تصویب رسید؛ و استانداردهای استقلال قضایی در سال 2008.

## اهداف
- ترویج اصل استقلال قضایی به عنوان پایه اصلی دموکراسی و صلح، داخلی و بین‌المللی
- تلاش برای ترغیب و حمایت از ساختن فرهنگ استقلال قضایی
- تدوین استانداردهای بین‌المللی استقلال قضایی و تجدید نظر در مورد آنها، بر اساس کار و مشورت تیم بین‌المللی حقوقدانان
- انجام پروژه‌های تحقیقاتی در مورد استقلال قضایی و صلح جهانی
- ترویج آرمان‌های صلح، دمکراسی، آزادی و آزادی از طریق تقویت و حفظ استقلال قضایی در همه ابعاد آن
- کمک به قضات، قوه قضائیه و حقوقدانان زمانی که آنها تهدید یا چالش را به استقلال قضایی مواجه اند
- برگزاری همایشهایی دربارهٔ استقلال قضایی
- پروژه‌های آموزشی ارتقاء استقلال قضایی
- برای پیگیری چالش‌ها یا تهدیدهای مربوط به استقلال قضایی یا شیوه‌های منفی بر استقلال قضایی
- حمایت از فرهنگ صلح از همه جنبه‌های آن

## فعالیت‌های اصلی
اعضای انجمن حداقل استانداردهای استقلال قضایی را که در دهلی نو تصویب شده بود، در چارچوب انجمن بین‌المللی وکلا تهیه کردند. این کار در کنفرانس‌هایی در برلین، لیسبون، اورشلیم و دهلی نو انجام شد. اعضا در تهیه بیانیه جهانی مونترال در مورد استقلال عدالت شرکت کردند. گزارش عمومی در مورد حقوق بشر در دوازدهمین کنگره حقوق تطبیقی، سیدنی، ملبورن، استرالیا ارائه شد.
۱۹۹۱: گزارش اصلی «استقلال و مسئولیت قضات و وکلا» در کنگره بین‌المللی انجمن جهانی حقوق رویه ارائه شد.
۲۰۰۰: اعضای انجمن در مطالعه قدرت اختیاری قاضی، در پنجاهمین سالگرد انجمن بین‌المللی حقوق رویه، دانشگاه گنت مشارکت داشتند.
۱۹۹۹–۲۰۰۹: اعضای این انجمن در پروژه فرهنگ صلح و در سازمان‌های مذهبی برای صلح بین‌المللی شرکت کردند و کنفرانس‌هایی را در سراسر جهان ترتیب دادند. ۲۰۰۸، کراکوف ۲۰۰۸، کمبریج ۲۰۰۹، یوتا ۲۰۱۰، وین ۲۰۱۱، هنگ کنگ ۲۰۱۲ و گنت ۲۰۱۲ از حداقل استانداردهای استقلال قضایی در ۱۹۸۲ که در سال ۱۹۸۲ برگزار شد.

## همایش‌ها
این انجمن و اعضای آن کنفرانس‌های متعددی را در سراسر جهان برپا کرده‌اند. در دهه گذشته، این انجمن کنفرانس‌هایی را در گنت ، بلژیک (اکتبر ۲۰۱۲)، شهر هنگ کنگ، هنگ کنگ (مارس ۲۰۱۲)، وین، اتریش (۲۰۱۱)، سالت لیک سیتی، ایالات متحده آمریکا (۲۰۱۰)، کمبریج، انگلیس (۲۰۰۹)، کراکوف، لهستان (نوامبر ۲۰۰۸)، اورشلیم، اسرائیل (مارس ۲۰۰۸)، وادوز، لیختنشتاین (دسامبر ۲۰۰۷) و اورشلیم، اسرائیل (ژوئن 2007).
یک کنفرانس در اوت ۲۰۱۳ در دانشگاه سن دیگو برگزار شد و با تمرکز بر روی استقلال قضایی صلح جهانی و حاکمیت قانون آخرین همایش در مسکو (۲۹ مه - ۱ ژوئن ۲۰۱۴) برگزار شد و توسط دیمیتری مگونیا برگزار شد، دیمیتری مالشین و ایرینا رشتنیکوا.

## حداقل استانداردهای استقلال قضایی
قانون دهلی نو در سال ۱۹۸۲ ضمانت‌های لازم از استقلال قضایی را در جنبه‌های زیر فراهم کرد:
استقلال شخصی و اساسی
رفتار قضایی
استقلال جمعی
استقلال داخلی
قضات و مجریان
امنیت تصدی قضایی
قوه مقننه و قضات
استانداردهای انتخاب قضایی

## استانداردهای بین‌المللی Mount Scopus
استانداردهای بین‌المللی Mount Scopus 2008 بر اهمیت حفاظت از قانون اساسی استقلال قضایی و تأمین استقلال قضایی از جنبه‌های مختلف از جمله: استقلال جمعی قوه قضاییه، استقلال داخلی قاضی در مقابل همکاران و معاونان اداری وی، تأکید کرد. تأمین امنیت دادگستری منعکس کننده تمام بخشهای جامعه و اهمیت تأمین منابع آموزشی برای دستگاه قضایی برای انجام وظایف خود و تفکیک کامل اختیارات بین عملکردهای قضایی و مسئولیتهای اجرایی.

## انتشارات
Shimon Shetreet and Jules Deschenes، استقلال قضایی: بحث معاصر (۱۹۸۵ مارتینوس نیژوف).
Shimon Shetreet و Christopher Forsyth، فرهنگ استقلال قضایی: مبانی مفهومی و چالش‌های عملی.